# 孟子岭乡
孟子岭乡，是中华人民共和国河北省承德市宽城满族自治县下辖的一个乡镇级行政单位。

## 行政区划
孟子岭乡下辖以下地区：
下孟子岭村、上孟子岭村、南天门村、圪达地村、石柱子村、大桑园村、王厂沟村和柏木塘村。